# Rodolfo Graziani
Rodolfo Graziani (11. srpna 1882 Filletino – 11. ledna 1955 Řím) byl italský generál a ministr války republiky Saló.

## Vojenská kariéra
Už jako absolvent Vojenské akademie v Modeně vstoupil do italské armády roku 1904 a po dvouleté službě u granátnického pluku byl roku 1908 odvelen do kolonie Eritrea. Služba v koloniální armádě byla pro jeho kariéru charakteristická. V letech 1911–1912 se zúčastnil italsko-turecké války, kde získal hodnost kapitána. Po vypuknutí první světové války byl již jako major převelen do Itálie a v roce 1918 se stal nejmladším plukovníkem italské královské armády.

## Fezzánský řezník

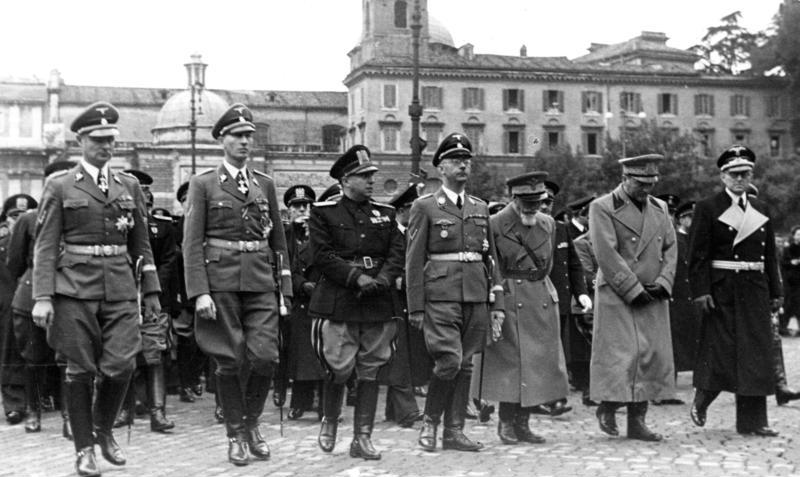
Rodolfo Graziani (druhý zprava) v Římě, spolu s Heydrichem a Himmlerem

Po první světové válce byl v roce 1921 převelen do protektorátu Fezzán, kde v brutálním tažení zlomil odpor Tuaregů a poté Senussiú v Tripolsku. Svého největšího úspěchu však dosáhl v Kyrenaice, kde za pomoci yperitových náletů a lehkých tanků, jakož i osvědčených metod jako oddělení nomádů od zvířat, potravin a vody a jejich internaci v koncentračních táborech či nasazení na nucené práce (de facto tak navázal na neblaze proslulé metody Britů při potlačování búrského odboje) byl úspěšný v boji proti gerile Omara Muktara, kterého nakonec zajal a nechal oběsit. Duce mu udělil roku 1934 titul Pacificatore della Libia („Pacifikátor Libye“), jeho brutální metody mu vynesly také přezdívku macellaio del Fezzan („fezzánský řezník“).

## Habeš
Dalším posunem v jeho kariéře se stala invaze italských vojsk do Etiopie, kde se stal generálním guvernérem Italského Somálska a velitelem tamní armády. Poté, co jeho vojska 20. ledna 1936 dobyla Negele, byl králem prohlášen za Markýze z Negele a když se 8. května téhož roku zmocnil Hararu, byl Mussolinim povýšen na Maršála Itálie. Po vyhlášení italské východní Afriky se stal krátce jejím guvernérem a poté převzal od maršála Badoglia funkci vicekrále této nové kolonie. Zavedl zde stejný teror jako v Libyi, takže se mu brzy začalo říkat Etiopský řezník. Represe dosáhly vrcholu v březnu 1937, kdy po nezdařeném atentátu na něj fašisté terorizovali obyvatelstvo Addis Abeby a přes 300 jich zabili.

## Kariéra v letech 1937–1941
V prosinci 1937 se vrátil do Itálie. Zatímco většina italských generálů si od fašismu udržovala odstup, on sám se sblížil s radikály z PNF. V roce 1938 bylo jeho jméno uvedeno na seznamu významných osobností podporující Manifest rasy a podporoval antisemitské zákonodárství z července 1938. Po vypuknutí druhé světové války byl 3. listopadu 1939 jmenován náčelníkem štábu italských pozemních sil. 10. června 1940 Benito Mussolini vyhlásil válku Francii a Anglii a podnikl nezdařený pokus o prolomení alpského pásma Maginotovy linie. Když italská protiletadlová obrana omylem sestřelila nad Tobrúkem maršála letectva a vrchního velitele italských vojsk v Libyi Italo Balba (28. června 1940), který kategoricky odmítal válku po boku nacistického Německa byl do jeho funkce jmenován on sám. Ani jemu se nechtělo do bojových akcí v Západní poušti, ale na nátlak duceho vojska italské 10. armády překročila egyptské státní hranice, aby se po vyčerpání zásob pohonných hmot a nedostatku posil, především letounů a tanků zastavila po 100 km.
9. prosince 1940 zahájili Britové pod kódovým označením Operace Compass protiofenzívu, po které do 9. února 1941 přestala 10. italská armáda existovat. Toho dne rezignoval na svou velitelskou funkci. Poté se stáhl do ústraní.

## Ministrem války
Pád Mussoliniho režimu, duceho zatčení a posléze vysvobození německými výsadkáři a zvláštním oddílem SS jej probralo z letargie a když 18. září 1943 oznámil Benito Mussolini založení Italské sociální republiky, převzal funkci ministra války. S německou pomocí byly zformovány 4 vzorové italské divize, ale Němci již Italům nevěřili a tak se tyto jednotky spolu s ostatními podílely na nelítostných protipartyzánských operacích v severní Itálii. Až v prosinci 1944 se část této italské fašistické armády podílela společně s Němci na protiútoku v oblasti Garfagnana proti Američanům. V dubnu 1945 byl během všeobecného povstání v severní Itálii zajat italskými partyzány v Janově.